# NGC 6922
NGC 6922 је спирална галаксија у сазвежђу Орао која се налази на NGC листи објеката дубоког неба.
Деклинација објекта је - 2° 11' 30" а ректасцензија 20h 29m 52,8s. Привидна величина (магнитуда) објекта NGC 6922 износи 13,4 а фотографска магнитуда 14,1. NGC 6922 је још познат и под ознакама UGC 11574, MCG 0-52-18, CGCG 373-17, IRAS 20272-0221, PGC 64814.